# Gusti Školj
Koordinati:   45°09′50″N, 13°35′04″E
Gusti Školj je majhen nenaseljen otoček v Jadranskem morju, ki pripada Hrvaški.
Otoček leži pred zahodno obalo Istre, pred vhodom v zaliv Vankanela,
okoli 3,5 km severseverozahodno od Vrsarja. Njegova površina meri 0,013 km². Dolžina obalnega pasu je 0,4 km.